# Crany (Virginia Occidental)
Crany es un área no incorporada ubicada dentro del Distrito 3, una división civil menor del condado de Wyoming (Virginia Occidental), Estados Unidos. Está catalogada como un asentamiento humano por la Junta de Nombres Geográficos de los Estados Unidos.

## Identificador
El número de identificación asignado por el Sistema de Información de Nombres Geográficos es 1549645.

## Geografía
Se encuentra a una altitud de 470 metros sobre el nivel del mar (1542 pies) según el conjunto de datos de elevación nacional.